# Palpitace
Palpitace (z latinského palpito škubat sebou) se popisuje jako zvýšené uvědomování si srdečního rytmu, často spojené s pocitem neobvykle rychlého, pomalého či nepravidelného rytmu. Jedná se o příznak některých poruch srdečního rytmu (arytmií).
Je subjektivně nepříjemný pocit vyvolaný údery srdce.
Za normální situace může zvýšení srdeční činnosti způsobit tělesná námaha, úzkost či pití nápojů obsahujících kofein, pokud však není vyvolána uvedenými podněty, může být její příčinou nějaký závažný zdravotní problém, například nesprávná funkce štítné žlázy, chudokrevnost, nebo vážná porucha srdeční činnosti, jako je porucha srdečního tepu či tachykardie, případně revmatické onemocnění.

## Příznaky
- Psychický faktor – může být vyvolán stresem. Stav se upraví sám od sebe, případně léky na uklidnění.
- Fyzická námaha – přirozená reakce. Srdce pracuje rychleji, aby do svalů dodalo více kyslíku.
- Hypoglykémie – zrychlení srdečního rytmu. Člověk se opotí a může mu stoupnout TK. Ohroženi zejména diabetici po aplikaci inzulinu.
- Chudokrevnost – nedostatek hemoglobinu, horší schopnost krve donést kyslík do tkání. Srdce pracuje rychleji.
- Zvýšená funkce štítné žlázy – dojde ke zrychlení srdeční akce.
- Léky – léky, které roztahují průdušky nebo antidepresiva.